# Flieger (Helene-Fischer-Lied)
Flieger ist ein Lied der deutschen Popschlager-Sängerin Helene Fischer. Das Stück ist die vierte und letzte Singleauskopplung aus ihrem siebten Studioalbum Helene Fischer.

## Entstehung und Artwork
Geschrieben wurde das Lied gemeinsam von Kristina Bach und dem schwedischen Songwriter Frederik Boström. Abgemischt, produziert und programmiert wurde das Stück von Andreas Herbig und Patrick ‘Pyke’ Salmy, als Koproduzent stand ihnen Ricardo Munoz zur Seite. Munoz war ebenfalls an der Programmierung des Liedes beteiligt. Als ausführende Produzentin wirkte Helene Fischer mit. Das Mastering erfolgte bei TrueBusyness Mastering in Berlin unter der Leitung von Sascha ‘Busy’ Bühren. Das Lied wurde unter den Musiklabels Island Records und Polydor veröffentlicht und durch Universal Music Publishing vertrieben.
Auf dem schwarz-weißen Cover der Single ist lediglich – neben Künstlernamen und Liedtitel – Fischers Gesicht, mit der rechten Hand vor dem Mund, zu sehen. Es handelt sich um das gleiche Bild wie zum dazugehörigen Album Helene Fischer. Das schwarz-weiße Cover zur veröffentlichten Remix-EP zeigt Fischers kompletten Körper. Sie trägt einen weißen Blazer und darunter ein schwarzes Oberteil mit tiefem V-Ausschnitt, das über dem Intimbereich endet. Ihre Hände verschränkt Fischer dabei so, dass ihre Bikinizone bedeckt ist. Nach der Veröffentlichung des Coverbildes entstand eine Diskussion darüber, ob Fischer hierbei ein „Höschen“ trägt oder nicht. Das deutschsprachige Nachrichtenmagazin Focus betitelte die Bildaufnahme als „Unterste Schublade“. Die Fans auf Fischers Facebook-Seite waren ebenfalls geteilter Meinung. Fischer selbst nahm in der Late-Night-Show Willkommen Österreich wie folgt Stellung: Es sei ein springendes Bild. Die Pose sei in der Modewelt üblich, deswegen hätten sie die vielen Reaktionen auf das Bild sehr gewundert. Außerdem sei das Foto bereits älter und bereits in anderen Begleitheften Fischers zu sehen gewesen. Um den Spekulationen ein Ende zu setzen, lüftete Fischer das Geheimnis und gab zu, etwas unter dem Oberteil getragen zu haben.

## Veröffentlichung und Promotion
Die Erstveröffentlichung von Flieger erfolgte als Teil von Fischers siebtem Studioalbum Helene Fischer am 12. Mai 2017. Die Singleveröffentlichung erfolgte rund zehn Monate später als Einzeldownload und Streaming am 16. März 2018. Am 1. Juni 2018 erschien mit Flieger (The Mixes) eine Remix-EP als CD, Download und Streaming. Diese beinhaltet acht Remixversionen zu Flieger von namhaften DJs wie Jay Frog und Rockstroh.
Um das Lied und sich selbst zu bewerben, folgten unter anderem Liveauftritte zur Hauptsendezeit beim Schlagercountdown – Großes Premierenfest im Ersten, bei 1, 2 oder 3 – Die große Jubiläumsshow im ZDF, bei Hello Again im SRF und in der RTL-Show Mensch Gottschalk – Das bewegt Deutschland. Des Weiteren untermalte das Lied einen Werbespot von RTL Television, in dem die Mai-Highlights des Senders präsentiert wurden; damit wurde das Lied in diversen Werbeunterbrechungen der Mediengruppe RTL Deutschland gespielt.
Remixversionen
- Flieger (Disco Dice Extended Remix)
- Flieger (Disco Dice Remix)
- Flieger (Extended Mix)
- Flieger (Jay Frog Bigroom Remix)
- Flieger (Jay Frog Deep House Remix)
- Flieger (Jay Frog Remix)
- Flieger (Rockstroh Extended Remix)
- Flieger (Rockstroh Radio Remix)

## Inhalt
| „So losgelöst frei, frei, frei, wir sind Flieger. Mach den Himmel klar, zähl den Countdown, wir sind da – oh-oh. Das geht nie vorbei, -bei, -bei. Hey, lass uns fliegen! Einfach loszugeh’n, nur mit dir am Glücksrad dreh’n – oh-oh. Sind ein Sternenmeer und es werden immer mehr.“ – Refrain, Originalauszug | Der Liedtext zu Flieger ist in deutscher Sprache verfasst. Die Musik und der Text entstammt der gemeinsamen Arbeit von Kristina Bach und Frederik Boström. Musikalisch bewegt sich das Lied im Bereich des Schlagers und der Popmusik. Das Tempo beträgt 125 Schläge pro Minute. Als Instrumentalisten sind Andreas Herbig, Ricardo Munoz und Patrick ‘Pyke’ Salmy am Keyboard hören. Aufgebaut ist das Lied auf zwei Strophen, einer auf die Strophen folgenden Bridge sowie einem Refrain zwischen den Strophen und der Bridge, sowie einem sich wiederholenden am Ende des Liedes. Inhaltlich thematisiert das Lied Sehnsüchte. |

## Mitwirkende
| Liedproduktionen - Kristina Bach: Komponist, Liedtexter - Frederik Boström: Komponist, Liedtexter - Sascha ‘Busy’ Bühren: Mastering - Helene Fischer: Ausführender Produzent, Gesang - Andreas Herbig: Abmischung, Keyboard, Musikproduzent, Programmierung - Ricardo Munoz: Keyboard, Koproduzent, Programmierung - Patrick ‘Pyke’ Salmy: Abmischung, Keyboard, Musikproduzent, Programmierung | Unternehmen - Island Records: Musiklabel - Polydor: Musiklabel - TrueBusyness Mastering: Tonstudio - Universal Music Publishing: Vertrieb |

## Rezeption

### Rezensionen
Markus Brandstetter vom deutschen Online-Magazin laut.de vergab für das Gesamtprodukt Helene Fischer zwei von fünf Sternen und kam bei seiner ironischen Rezension zum Entschluss, dass das Stück textlich Unter den Wolken der Toten Hosen gleiche. Ebenfalls schlage Flieger in die gleiche Kerbe wie Atemlos durch die Nacht.
Christopher Sennfelder vom deutschsprachigen E-Zine Plattentests.de vergab für das Album lediglich zwei von zehn Punkten. Er ist der Meinung, dass Lieder wie Flieger oder auch Nur mit dir einem simplen Schema folgen würden: „Ein bisschen Wabern und Blubbern in den Strophen, Trommelwirbel in der Bridge, emotionsgeladene Schnappatmung in den Refrains“.
Wolfgang Wendland von der deutschen Punkband Die Kassierer bewertete für Bild das Album Helene Fischer und beschrieb Flieger als ein balladenartiges Sammelsurium von Allgemeinplätzen, das in seinen stärksten Momenten irgendwo zwischen Nena und Wolf Biermann rangiere. Aus der Zeile „frei, frei, frei, wir sind Flieger“ macht Wendland die Aussage „Frei, frei, frei, weg mit der Sklaverei!“

### Chartplatzierungen
Das Lied erreichte bereits 2017 aufgrund hoher Einzeldownloads die Charts. Als offizielle Single wurde es erst am 16. März 2018 veröffentlicht. In Deutschland erreichte Flieger Position 19 der Singlecharts und konnte sich insgesamt drei Wochen in den Charts platzieren. In den Konservativ Pop Airplaycharts erreichte die Single für vier Wochen die Chartspitze. Darüber hinaus konnte sich das Stück zwei Tage lang an der Spitze der deutschen iTunes-Tagesauswertungen platzieren. In der Schweiz erreichte das Lied in vier Chartwochen mit Position zwölf seine höchste Chartnotierung.
Für Fischer als Interpretin ist dies der 14. Charterfolg in Deutschland, sowie ihr achter in der Schweiz. Für Bach als Autorin ist Flieger der 24. Charterfolg in Deutschland und der 15. in der Schweiz. Boström erreichte als Autor oder Produzent zum dritten Mal die Charts in Deutschland, sowie nach Still in Love with You (No Angels) zum zweiten Mal in der Schweiz. In Deutschland erreichte er letztmals mit Rising Girl (Lovestoned) aus dem Jahr 2009 die Charts, in der Schweiz bis dato 2002. Herbig erreichte in seiner Funktion als Autor oder Produzent zum 47. Mal die Charts in Deutschland, sowie zum 20. Mal in der Schweiz. Salmy erreichte als Produzent nach Bis hier und noch weiter und Ist da jemand (beide Adel Tawil) zum dritten Mal die Charts in Deutschland und der Schweiz, er erzielte alle drei Charterfolge binnen zwei Monaten.